# ルイス・エンリケ・マルティネス・ロドリゲス
ルイス・エンリケ・マルティネス・ロドリゲス（スペイン語: Luis Enrique Martínez Rodríguez、1982年7月11日 - ）は、コロンビアのサッカー選手。元コロンビア代表。ポジションはGK。ネコ・マルティネス（Neco Martínez）の名でも知られている。

## クラブ歴
2001年に選手となり2002年にコスタリカのグアナカステカに移籍。その後再び国内のクラブに戻ったが、2006年夏にサカリヤスポルに移籍。3年契約で、途中マニサスポルに期限付き移籍した。
2010年にオンセ・カルダスに移籍して以降は国内クラブでプレーしている。

## 代表歴
2003年6月8日のエクアドル代表との親善試合で代表初出場。
2006年5月30日に行われた2006 FIFAワールドカップ前の親善試合、ポーランド代表戦ではゴールキックを相手ディフェンダー裏に蹴り込んだ所、バウンドした球が相手ゴールキーパーのトマシュ・クシュチャクの頭上を越えてゴールに吸い込まれて得点した。
その後は代表からも遠ざかっていたが、2010年8月5日に新監督のエルナン・ダリオ・ゴメスから招集されて代表に復帰した。コパ・アメリカ2011ではダビド・オスピナがウーゴ・ロダジェガと衝突して顔を負傷したためにゴールマウスを守り、グループステージを無失点に抑えた。しかし準決勝のペルー代表戦で2回ミスして2得点を献上した。

## 個人成績
代表での得点一覧
| #  | 日附          | 場所                     | 対戦相手   | 得点 | 結果 | 大会     |
| -- | ------------- | ------------------------ | ---------- | ---- | ---- | -------- |
| 1. | 2006年5月30日 | ホジュフ・シレジア競技場 | ポーランド | 2–0  | 2–1  | 親善試合 |

## タイトル
オンセ・カルダス
- カテゴリア・プリメーラA: 2010-II

アトレティコ・ナシオナル
- カテゴリア・プリメーラA: 2013-I, 2013-II, 2014-I
- コパ・コロンビア: 2013
- コパ・リベルタドーレス: 2016